# Eualetes tulipa
Eualetes tulipa là một loài ốc biển, là động vật thân mềm chân bụng sống ở biển trong họ Vermetidae.